# E.S.P. (Miles Davis-album)
E.S.P. är ett musikalbum av Miles Davis från 1965. Det spelades in i januari 1965 i Hollywood och var det första albumet med vad som brukar kallas Miles Davis andra kvintett. Kompositionerna på albumet var gjorda av gruppmedlemmarna själva, tidigare hade Davis album oftast dominerats av andra kompositörers verk. Wayne Shorter skulle snart komma att dominera vad gällde att bidra med kompositioner till gruppen, men på det här albumet har han endast med två kompositioner.

## Låtlista
1. E.S.P. (Wayne Shorter) – 5:27
2. Eighty-One (Ron Carter/Miles Davis) – 6:11
3. Little One (Herbie Hancock) – 7:21
4. R.J. (Ron Carter) – 3:56
5. Agitation (Miles Davis) – 7:46
6. Iris (Wayne Shorter) – 8:29
7. Mood (Ron Carter/Miles Davis) – 8:50

## Medverkande
- Miles Davis – trumpet
- Wayne Shorter – tenorsaxofon
- Herbie Hancock – piano
- Ron Carter – bas
- Tony Williams – trummor